# Estruturismo
Estruturismo é uma perspectiva de teoria da explicação aplicada à historiografia em que indivíduos históricos e estruturas sociais, culturais ou econômicas possuem poderes causais semelhantes e não subalternos um ao outro em relação a fenômenos históricos. Ela é uma classificação elaborada por Christopher Lloyd em 1991 para descrever a abordagem relacionalista na ciência social histórica que conecta com igual importância a atuação do subjetivo-objetivo e liberdade-determinismo, havendo interdependência na interação de cima para baixo (top-down) e de baixo para cima (bottom-up) entre individualidade e instituição, propondo uma síntese para o problema da emergência e também para a agência individual.

## Descrição
O estruturismo fundamenta-se na premissa de que a sociedade é uma estrutura real de regras, papéis, relações e significados que deve ser produzida, reproduzida e transformada por indivíduos, ao mesmo tempo em que condiciona de modo causal as ações, crenças e intenções individuais. Em outras palavras, o estruturismo afirma que a adequada explicação dos fenômenos históricos é fornecida por uma articulação de diferentes estruturas sociais, do micro ao macro e do macro ao micro, portanto requerendo que as explicações dos historiadores levem em conta uma intervinculação (e não subalternação) dos agentes e as estruturas históricas. A nomenclatura peculiar foi proposta por Christopher Lloyd em "As Estruturas da História" a fim de diferenciá-la do estruturalismo. Ao propor o estruturismo, Lloyd critica tanto, por um lado, abordagens individualistas da explicação histórica, onde preponderam as ações, expressões ou pensamentos individuais nas explicações dos fenômenos, quanto, por outro lado, abordagens holísticas, em que as estruturas sociais ou econômicas ou culturais determinam o curso da histórica e retiram dos indivíduos sua liberdade de ação, expressão ou pensamento.